# Lou ! (série télévisée d'animation)
Pour la bande dessinée originale, voir Lou !.
Pour les articles homonymes, voir Lou.
Lou ! est une série télévisée d'animation française en 52 épisodes de 13 minutes, inspirée de la série de bande dessinée éponyme, créée et illustrée par Julien Neel, réalisée par Jérôme Mouscadet, et diffusée entre le 5 avril 2009 et le 11 février 2010 sur M6 et Disney Channel, puis rediffusée sur la chaîne 6ter. En Belgique, la série a été diffusée sur Club RTL. La série est disponible sur YouTube sur le compte éponyme. 
Des DVD de la série sont commercialisés.

## Personnages principaux
Légende :  = principal(e) (le nom apparaît dans le générique)
Légende :  = co-principal (le nom apparaît après le générique)
| Rôle            | Nombre d'épisodes | Total |
| Rôle            | S1                | Total |
| --------------- | ----------------- | ----- |
| Lou             | 52                | 52    |
| Mère de Lou     | 51                | 51    |
| Mina            | 40                | 40    |
| Richard         | 42                | 42    |
| Tristan         |                   |       |
| Gino            |                   |       |
| Denise Chiourme |                   |       |
| Robert          |                   |       |
| Joss            |                   |       |
| l'Ancien        |                   |       |

## Synopsis
La vie quotidienne de Lou, une collégienne blonde de douze ans, souvent accompagnée de sa meilleure amie Mina. Elle est amoureuse de son voisin, Tristan. Elle partage souvent son temps avec sa mère, célibataire et parfois super copine, toujours là lorsqu'elle en a besoin, et sa vie, avec son chat qu'elle a adopté. Sa mère rêve de devenir écrivaine et tente désespérément d'écrire son livre. Le père de Lou est inconnu, l'ayant abandonnée avant sa naissance.

## Épisodes
La série Lou ! est annoncée début 2009 pour une diffusion initiale en France le 5 avril 2009 sur la chaîne M6, avec 52 épisodes,. La série est produite aux studios Go-N Production ; elle est réalisée par Jérôme Mouscadet. Lou ! est par la suite diffusée sur la chaîne Disney Channel, puis à nouveau rediffusée en 2014 sur la chaîne 6ter.

## Distribution
- Béatrice de La Boulaye : Lou
- Catherine Collomb : la mère et la grand-mère de Lou
- Nayéli Forest : Mina
- Nicolas Beaucaire : Tristan
- Emmanuel Gradi : Richard et Robert, le père de Mina
- Karine Pinoteau : Joss, la mère de Mina
- Jean-Pierre Leblan : l'Ancien

## DVD
Depuis 2009, de multiples DVD des épisodes de Lou ! sont commercialisés. Le premier volume est intitulé Le chat, ma mère et moi, et est paru le 1er juillet 2009, peu après la diffusion de la série, puis réédité le 1er juin 2009. Un second volume, Le garçon d'en face, et un troisième volume, Richard cœur d'artichaut sont commercialisés le 6 janvier 2010 et le 1er juin 2011, respectivement. Le quatrième volume, L'art de rien, est commercialisé en 2011, et distribué par Warner Bros. Europe. Le cinquième volume, Romantisme et jeux vidéo, paraît également en 2011. Un sixième et dernier volume, Danse de la joie sort en 2012. Il y a aussi des coffrets DVD : Volume 1 + Volume 2, Volume 1, 2 et 3 et Volume 4, 5 et 6.